# Pereslavelj-Zaleski
Pereslavelj-Zalesski [pereslávelj-zalésski] (rusko Пересла́вль-Зале́сский) je mesto v evropskem delu Rusije v Jaroslaveljski oblasti. Leta 2010 je imelo 42.199 prebivalcev. Leži na bregu jezera Pleščevo 140 km severovzhodno od Moskve in južno od Jaroslavlja.

## Zgodovina mesta
V čast južnoruskega Perejaslavlja so ga imenovali Perejaslavelj-Zalesski. V 15. stoletju so ga preimenovali v današnje ime. Leži za gozdovi v Zalesju od koder je dobil tudi ime. Mesto je leta 1152 ustanovil rostovsko-suzdalski knez Jurij Dolgoruki. Leta 1221 se je tu rodil knez Aleksander Nevski.